# Szo Dzsephil
Szo Dzsephil (hangul: 서재필; handzsa: 徐載弼, 1864–1951) koreai függetlenségi aktivista, újságíró, orvos. A beceneve Szongdzse (송재; 松齋), illetve Sszanggjong (쌍경; 雙慶) volt. Angolosított neve Philip Jaisohn.